# Joel Griffiths
Joel Griffiths (sinh ngày 21 tháng 8 năm 1979) là một cầu thủ bóng đá người Úc.

## Đội tuyển bóng đá quốc gia Úc
Joel Griffiths thi đấu cho đội tuyển bóng đá quốc gia Úc từ năm 2005 đến 2008.

## Thống kê sự nghiệp
| Đội tuyển bóng đá Úc | Đội tuyển bóng đá Úc | Đội tuyển bóng đá Úc |
| Năm                  | Trận                 | Bàn                  |
| -------------------- | -------------------- | -------------------- |
| 2005                 | 1                    | 1                    |
| 2006                 | 1                    | 0                    |
| 2007                 | 0                    | 0                    |
| 2008                 | 1                    | 0                    |
| Tổng cộng            | 3                    | 1                    |